# Deux-Grosnes
Deux-Grosnes – gmina we Francji, w regionie Owernia-Rodan-Alpy, w departamencie Rodan. W 2016 roku liczba ludności wynosiła 1949 mieszkańców. 
Gmina została utworzona 1 stycznia 2019 roku z połączenia siedmiu ówczesnych gmin: Avenas, Monsols, Ouroux, Saint-Christophe, Saint-Jacques-des-Arrêts, Saint-Mamert oraz Trades. Siedzibą gminy została miejscowość Monsols. 